# ジェバ川
ジェバ川（ジェバがわ、Geba）は、ギニアに源を発しセネガルを通り、ギニアビサウで大西洋に達する西アフリカの川。全長は、およそ340マイル (550 km)である。
支流のコルフェ (Colufe) 川が、バファタでジェバ川に合流する。ジェバ (Geba) の町とバンバディンカを通った後、コルバル川と合流するシメ (Xime) の先で川幅が広がって三角江となり、河口部のビサウでは10マイル (16 km)ほどに達する。三角江はさらに広がり、川が大西洋に注ぐ先にはビジャゴ諸島が広がっている。 
ジェバ川は、コルバル川とともに、バファタ台地から水が流れ出す経路となっている。また、ファリム川（別名カチュー (Cacheu) 川）やその支流とともに、ガブ (Gabú) 平野からも水を集めている。
この川は、長い間にわたって内陸部へと繋がる重要な交易の経路であった。2,000トン級の船舶でも、およそ90マイル (140 km)程度は遡行が可能であるし、船底が浅い船であれば、さらに上流へ向かうことも可能である。

## 歴史
ギニアビサウに伝わる伝承によると、ジェバ川は1446年にヌーノ・トリスタンによって遡行されていたと
言われている。ビサウの市街地には、トリスタンを記念した銅像が建てられており、彼がこの地域を発見したことを記念して1991年には、その名を刻んだ銀貨が鋳造された。
ジェバ川は、歴史的な交易路であり、特にビサウとバタファの間の連絡は重要であったが、ポルトガルによる植民地支配に抵抗した原住民たちは、しばしばこの区間の航行を妨害した。19世紀末から激化した抵抗運動を鎮圧するため、1907年からポルトガルによる本格的な軍事介入が始まり、ジェバ川に沿って多くの戦闘が行われた。
1974年まで続いたポルトガルの植民地戦争の間にも、この川は多数の軍事作戦の場所となった。